# Замок Грац

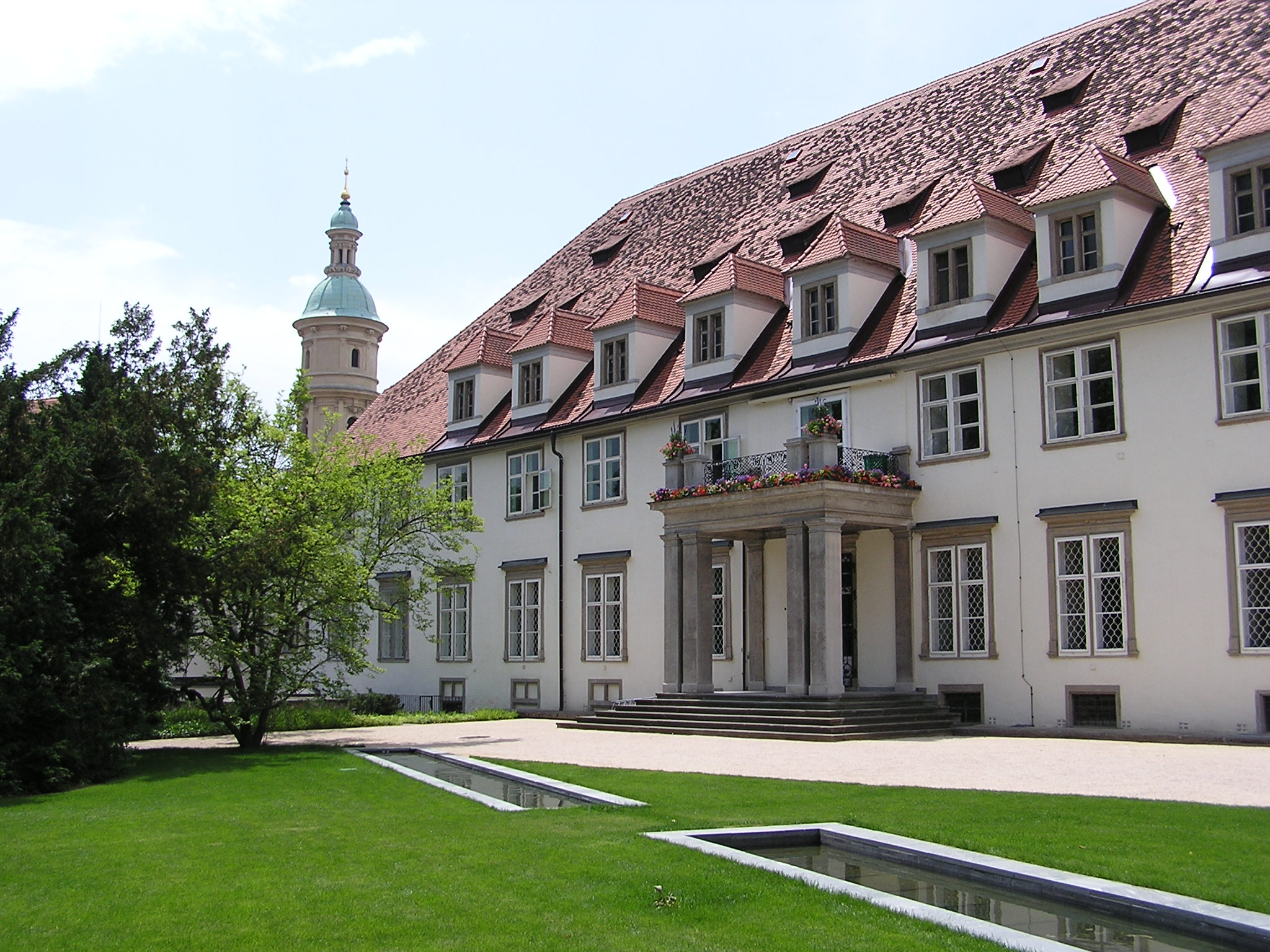
Замок Граца, вид с внутреннего сада

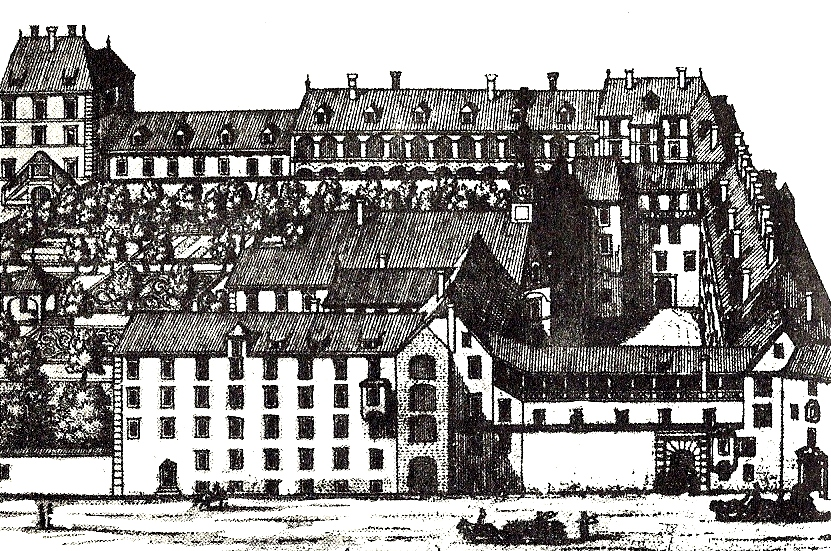
Замок Граца, гравюра, 1700 г.

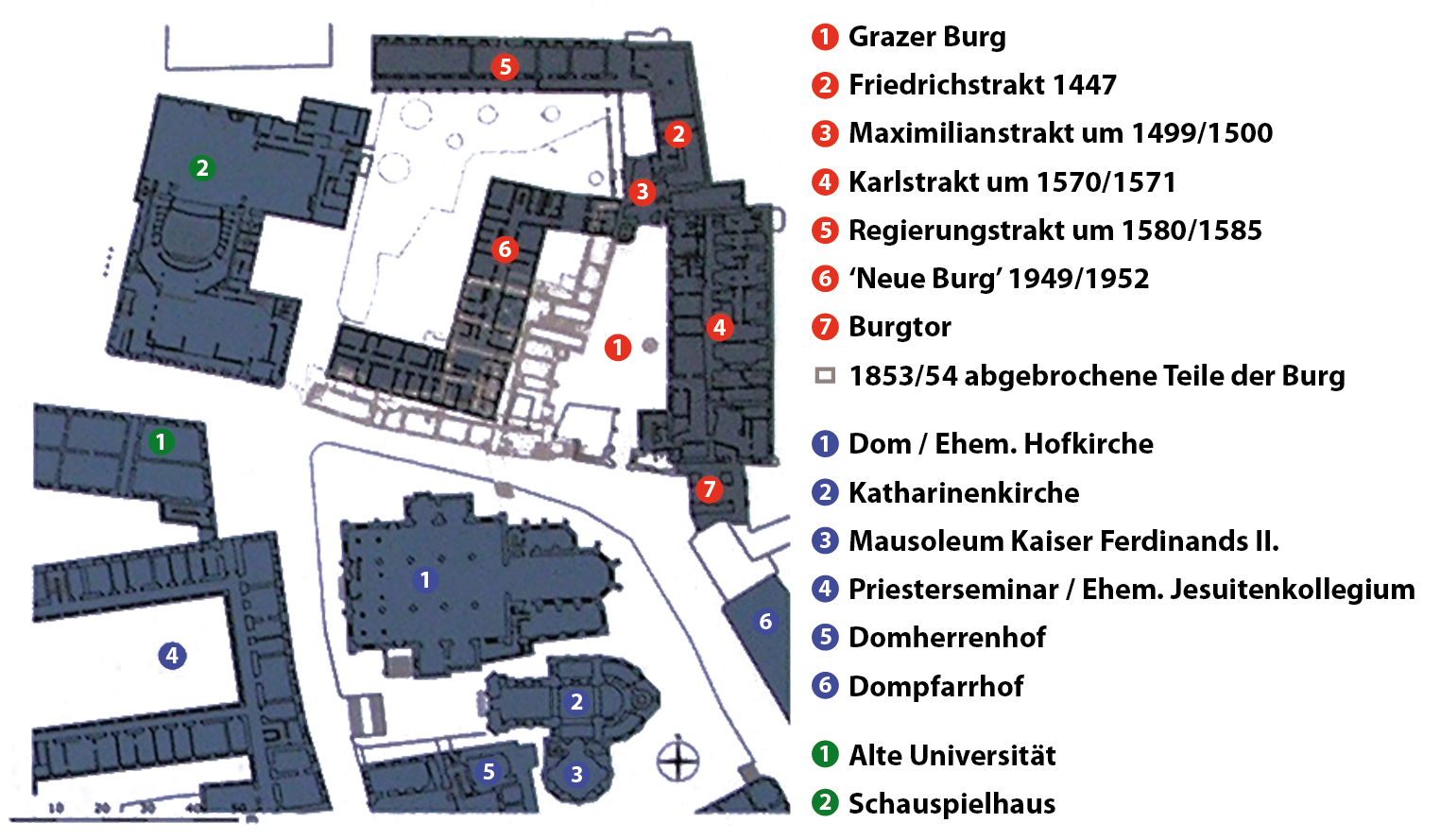

Замок Грац (Грацский замок, нем. Grazer Burg) — историко-архитектурный памятник, находящийся поблизости от собора святого Эгидия в восточной части города Граца, Австрия.

## История
Строительство замка Граца было начато в 1438 году при непосредственном участии императора Фридриха III. Замок, находясь в восточной части средневековой городской стены, усиливал её фортификационное назначение. Замок связан проходом вдоль внутренней стороны городской стены с основным замком Шлоссберг и собором святого Эгидия.
Строительство замка, начатое в 1438 году Фридрихом III, было продолжено его сыном Карлом II. В XVI и XVII веках был построен бастион замка. В XVIII веке замок некоторое время был государственным учреждением. В 1850 году были снесены ветхие сооружения замка. Во время Второй мировой войны замок пострадал во время бомбардировок.
В 2003—2008 годах производился капитальный ремонт замка.